# Alfred Rosmer
Alfred Rosmer, właśc. Alfred Griot (ur. 1867 pod Nowym Jorkiem, zm. 1964 w Créteil) – francuski polityk komunistyczny, działacz związkowy. Współtworzył III Międzynarodówkę, w późniejszym okresie współpracownik Lwa Trockiego.

## Życiorys

### Wczesna działalność
Był synem fryzjera. Do ósmego roku życia mieszkał w Patterson pod Nowym Jorkiem, następnie razem z rodziną przeprowadził się do Paryża. Po uzyskaniu średniego wykształcenia podjął pracę biurową w jednym z merostw okręgów paryskich. Wcześnie zainteresował się ideami lewicowymi; w 1906 opublikował swój pierwszy tekst (recenzję teatralną) w gazecie anarchistycznej „Nowe czasy”. Od 1899 był aktywnym związkowcem. Od 1909 publikował w największej francuskiej gazecie związkowej „Życie robotnicze”, której twórca Pierre Monatte był jego bliskim przyjacielem. Griot, znany od 1912 pod pseudonimem Rosmer, specjalizował się w tematyce angielskiej i amerykańskiej.
W związku ze swoimi zainteresowaniami redakcja pisma często wysyłała go do Anglii, Szwajcarii i Belgii, gdzie uczestniczył w kongresach związkowych, manifestacjach i spotykał się z miejscowymi działaczami. W 1913 brał udział w międzynarodowej konferencji związkowej w Londynie, która miała zdecydować o powstaniu Międzynarodówki syndykalistycznej. W 1914 brał udział w protestach antywojennych, podobnie jak Monatte. Mimo faktu, iż został zmobilizowany, pozostał w Paryżu i mógł uczestniczyć w podziemnych organizacjach lewicowych. W tym czasie poznał wielu rosyjskich działaczy politycznych, w tym Juliusza Martowa i Lwa Trockiego, oraz francuską aktywistkę pacyfistyczną Marguerite Thevenet, swoją późniejszą żonę. Nie mógł wziąć udziału w konferencji w Zimmerwaldzie, jednak po publikacji jej końcowych komunikatów żywo poparł stanowisko radykalnej grupy jej uczestników i apelował o stworzenie nowej Międzynarodówki, która zastąpiłaby skompromitowaną w 1914 II Międzynarodówkę.

### Po rewolucji październikowej
Działał w ruchu solidarności z rewolucją październikową, pozostawał aktywnym związkowcem. Brał udział w kongresie założycielskim Kominternu, do którego komitetu wykonawczego wszedł. W czasie swojego ponad rocznego pobytu w Rosji wielokrotnie spotykał się z czołowymi przywódcami bolszewickimi. W tekstach wysyłanych do kraju wyrażał całkowite poparcie wobec polityki bolszewików w każdym jej aspekcie. Ze stanowisk w Kominternie zrezygnował w 1921, by wrócić do Francji i organizować tam komunistyczne związki zawodowe (CGTU), wstępując równocześnie do istniejącej od niedawna Francuskiej Partii Komunistycznej. Należał do jej Biura Politycznego, jednak nie przejawiał w nim większej aktywności.
Od 1922 rywalizował o wpływy w partii i o kształt jej linii politycznej z protegowanym Zinowjewa (którego nie lubił) Albertem Treintem. Przegrał tę rywalizację i w październiku 1924 został wykluczony z władz partii. W czasie jej zjazdu został oskarżony o „anarchistyczny indywidualizm”. W tym czasie stał się coraz bardziej krytycznie nastawiony do Kominternu, odmówił – co radził mu Trocki – skierowania swojej sprawy do jego komitetu wykonawczego w celu ponownej analizy. W 1929, po zesłaniu Trockiego do Turcji, jako jeden z pierwszych komunistów francuskich wyraził swoje poparcie dla niego, jak również wspierał go materialnie i starał się popularyzować jego teksty we Francji.

### Działalność w ruchu trockistowskim
W 1929 stanął na czele tygodnika „Prawda”, który w zamyśle Trockiego miał być międzynarodowym organem jego zwolenników i całej lewicowej opozycji antystalinowskiej. Współtworzył również trockistowską Ligę Komunistyczną Francji. Szybko popadł w szereg sporów z innymi jej liderami, wśród nich Pierre’em Naville’em i Raymondem Molinierem i opuścił organizację. Oskarżany o malwersacje finansowe przez Moliniera, liczył na uzyskanie wsparcia Trockiego w tej sprawie, a gdy go nie uzyskał – zerwał również współpracę z „Prawdą”. Wstąpił go niewielkiej grupy o nazwie Lewica Komunistyczna, jednak do 1936 zajmował się głównie redagowaniem monumentalnej pracy poświęconej ruchowi robotniczemu w czasie I wojny światowej. W 1936 udał się na krótko do Hiszpanii. Obserwowane tam przypadki represji stalinistów wobec wrogiej stalinizmowi lewicy skłoniły go do podjęcia prac nad dokumentacją tych działań.
Po rozpoczęciu procesów moskiewskich na nowo zaczął współpracować z Trockim, przyczyniając się do powstania publikacji ukazujących fałszywość zarzutów stawianych mu przez prokuratorów stalinowskich. Był również nauczycielem Wsiewołoda, wnuka Trockiego. Nie wziął jednak udziału w konferencji założycielskiej IV Międzynarodówki, chociaż deklarował swoje poparcie dla jej programu. W czerwcu 1940 razem z żoną wyjechał do USA, gdzie pozostał do 1946. Nie angażując się już w politykę, redagował swoje wspomnienia z pobytu w rewolucyjnej Rosji, jak również pracował jako korektor w wydawnictwie Gallimard.